# Victory Road (2021)
Victory Road (2021) – gala wrestlingu zorganizowana przez amerykańską federację Impact Wrestling, która była transmitowana za pomocą platformy Impact Plus. Odbyła się 18 września 2021 w Skyway Studios w Nashville (nagrania telewizyjne miały miejsce 17 sierpnia i 17 września). Była to dwunasta gala z cyklu Victory Road.
Karta walk składała się z dziesięciu pojedynków, w tym czterech o tytuły mistrzowskie. W walce wieczoru Christian Cage pokonał Ace’a Austina, zachowując Impact World Championship. W innych pojedynkach Josh Alexander obronił Impact X Division Championship w spotkaniu z Chrisem Sabinem, The Good Brothers (Doc Gallows i Karl Anderson) pozostali Impact World Championami po zwycięstwie nad Richem Swannem i Williem Mackiem, a Impact Knockouts Tag Team Championki, Decay (Rosemary i Havok), triumfowały nad Tashą Steelz i Savannah Evans.

## Rywalizacje
Victory Road oferowało walki wrestlingu z udziałem różnych zawodników na podstawie przygotowanych wcześniej scenariuszy i rywalizacji, które są realizowane podczas cotygodniowych odcinków programu Impact!. Wrestlerzy odgrywają role pozytywnych (face) lub negatywnych bohaterów (heel), którzy rywalizują pomiędzy sobą w seriach walk mających budować napięcie.

### Christian Cage vs. Ace Austin
Na Emergence (20 sierpnia) Ace Austin pokonał Chrisa Sabina, Moose’a i Samiego Callihana w Four Way matchu, zostając pretendentem do walki o Impact World Championship. Tego samego wieczoru Christian Cage obronił pas mistrza świata w pojedynku z Brianem Myersem. 26 sierpnia Ace Austin i Madman Fulton skonfrontowali się z Christinem Cage’em i Tommym Dreamerem, doprowadzając do bijatyki. Tego samego dnia wiceprezes federacji, Scott D’Amore, zapowiedział, że Austin zmierzy się z Dreamerem. Dodał również warunek, iż jeśli jego rywal wygra, zostanie dołączony do walki wieczoru Victory Road jako trzeci zawodnik. Ostatecznie Austin był lepszy od rywala dzięki interwencji Fultona.

### Josh Alexander vs. Chris Sabin
Josh Alexander zdobył tytuł Impact X Division Championship na kwietniowej gali Rebellion. Od tego czasu stoczył wiele pojedynków, nie bojąc się żadnego wyzwania. W celu ugruntowania swojego panowania w ostatnim sierpniowym odcinku Impactu! rzucił otwarte wyzwanie każdemu byłemu mistrzowi X Division. Tydzień później z jego propozycji skorzystał Jake Crist, który w ostatecznym rozrachunku poniósł porażkę. Po meczu ośmiokrotny czempion, Chris Sabin, skonfrontował się z Alexandrem. Sabin wyjaśnił mu, że jeśli nie pokona go, nie może mienić się najlepszym mistrzem X Division w historii. 9 września obaj zawodnicy podpisali kontrakt na walkę o Impact X Division Championship.

### Eddie Edwards i Sami Callihan vs. Moose i W. Morrissey
19 sierpnia W. Morrissey i Eddie Edwards toczyli bójkę, kontynuując kilkutygodniowy spór. Antagonista zdobył przewagę i próbował wykonać niebezpieczny atak na Edwardsie. Jego plany pokrzyżował Sami Callihan, który zmusił napastnika do ucieczki. Tydzień później Callihan został zaatakowany przez Moose’a. W geście spłacenia długu wdzięczności Edwards pomógł swojemu wybawcy, jednak, mając w pamięci brutalną rywalizację z nim w przeszłości, odmówił jakiejkolwiek współpracy. 2 września Moose i Morrissey zaatakowali osamotnionego Edwardsa. W następnym odcinku Impactu! Callihan uratował żonę Edwardsa, Alishę, przed agresywnym zachowaniem Moose’a i Morrisseya, co pomogło obu protagonistom dojść do zgody i nawiązać sojusz.

### Bullet Club vs. FinJuice
W odcinku Impactu! z 29 lipca przywódca Bullet Clubu, Jay White, i Chris Bey zaatakowali FinJuice (David Finlay i Juice Robinson). Powodem napaści był zbliżający się mecz White’a i Finlaya na gali NJPW Resurgence (14 sierpnia) o NEVER Openweight Championship. Tydzień później Bey i White pokonali rywali w Tag Team matchu. Po pojedynku przywódca Bullet Clubu podarował sojusznikowi koszulkę grupy, czyniąc go oficjalnie jej członkiem. 19 sierpnia Robinson został zaatakowany przez niezidentyfikowanego napastnika. 26 sierpnia Bey wygrał z Finlayem po zastosowaniu niedozwolonego ruchu. Dwa tygodnie później Finlay odniósł zwycięstwo nad rywalem, który ponownie próbował oszustwa, lecz manewr przerwał powracający Robinson. Chwilę później FinJuice stali się celem ataku ze strony Beya i, debiutującego w Impact Wrestling, Hikuleo.

### Pojedynek o Impact Knockouts Tag Team Championship
Na Emergence Decay (Crazzy Steve, Black Taurus, Rosemary i Havok) pokonali Tashę Steelz, Savannah Evans, Fallah Bahha i No Way. Mimo porażki Steelz nie zrezygnowała z myśli o odzyskaniu Impact Knockouts Tag Team Championship z rąk Rosemary i Havok. 2 września antagonistki zaatakowały rywalki. Tydzień później Rosemary pokonała Steelz. Po meczu Savannah Evans obezwładniła mistrzynie, podczas gdy jej towarzyska ukradła pasy mistrzowskie.

## Karta walk
Zestawienie zostało oparte na źródle:
| Nr                                                                 | Walki* | Stypulacje                                              | Czas  |
| ------------------------------------------------------------------ | --- | ------------------------------------------------------- | ----- |
| 1                                                                  | Steve Maclin pokonał Peteya Williamsa i TJP                                                                     | Three Way match                                         | 10:20 |
| 2                                                                  | Laredo Kid pokonał Black Taurusa, Johna Skylera, Treya Miguela i Jake’a Somethinga                              | Five Way match                                          | 8:12  |
| 3                                                                  | Taylor Wilde (z Jordynne Grace i Rachael Ellering) pokonała Tenille Dashwood (z Kaleb with a K i Madison Rayne) | Singles match                                           | 9:16  |
| 4                                                                  | Matt Cardona pokonał Rohita Raju                                                                                | No Disqualification match                               | 10:49 |
| 5                                                                  | Bullet Club (Chris Bey i Hikuleo) pokonali FinJuice (David Finlay i Juice Robinson)                             | Tag Team match                                          | 10:45 |
| 6                                                                  | Moose i W. Morrissey pokonali Eddiego Edwardsa i Samiego Callihana                                              | Tag Team match                                          | 15:00 |
| 7                                                                  | Decay (Rosemary i Havok) (c) pokonały Tashę Steelz i Savannah Evans                                             | Tag Team match o Impact Knockouts Tag Team Championship | 7:56  |
| 8                                                                  | The Good Brothers (Doc Gallows i Karl Anderson) (c) pokonali Richa Swanna i Williego Macka                      | Tag team match o Impact World Tag Team Championship     | 11:26 |
| 9                                                                  | Josh Alexander (c) pokonał Chrisa Sabina                                                                        | Singles match o Impact X Division Championship          | 19:01 |
| 10                                                                 | Christian Cage (c) pokonał Ace’a Austina (z Madmanem Fultonem)                                                  | Singles match o Impact World Championship               | 12:05 |
| (c) – mistrz/mistrzyni przed walką*Karta może jeszcze ulec zmianie | |                                                         |       |